# Oer-Erkenschwick

Oer-Erkenschwick est une commune de Rhénanie-du-Nord-Westphalie (Allemagne), située dans l'arrondissement de Recklinghausen, dans le district de Münster, dans le Landschaftsverband de Westphalie-Lippe.
Le compositeur de jazz américain Moondog (aka Louis Thomas Hardin) y a passé les vingt dernières années de sa vie.

## Histoire
| Appartenances historiques Électorat de Cologne 1228-1803 Duché d'Arenberg-Meppen 1803-1810 Grand-duché de Berg 1810-1813 Royaume de Prusse (Province de Westphalie) 1815-1918 République de Weimar 1918-1933 Reich allemand 1933-1945 Allemagne occupée 1945-1949 Allemagne 1949-présent |